# سلوا، سانتا فیورا
سلوا (به ایتالیایی: Selva) یک منطقهٔ مسکونی در ایتالیا است که در سانتا فیورا واقع شده‌است. سلوا ۱۰۰ نفر جمعیت دارد و ۷۸۸ متر بالاتر از سطح دریا واقع شده‌است.